# Нойтреббін
Нойтреббін (нім. Neutrebbin) — громада в Німеччині, розташована в землі Бранденбург. Входить до складу району Меркіш-Одерланд. Складова частина об'єднання громад Барнім-Одербрух.
Площа — 36,63 км2. Населення становить 1379 ос. (станом на 31 грудня 2020).

## Галерея

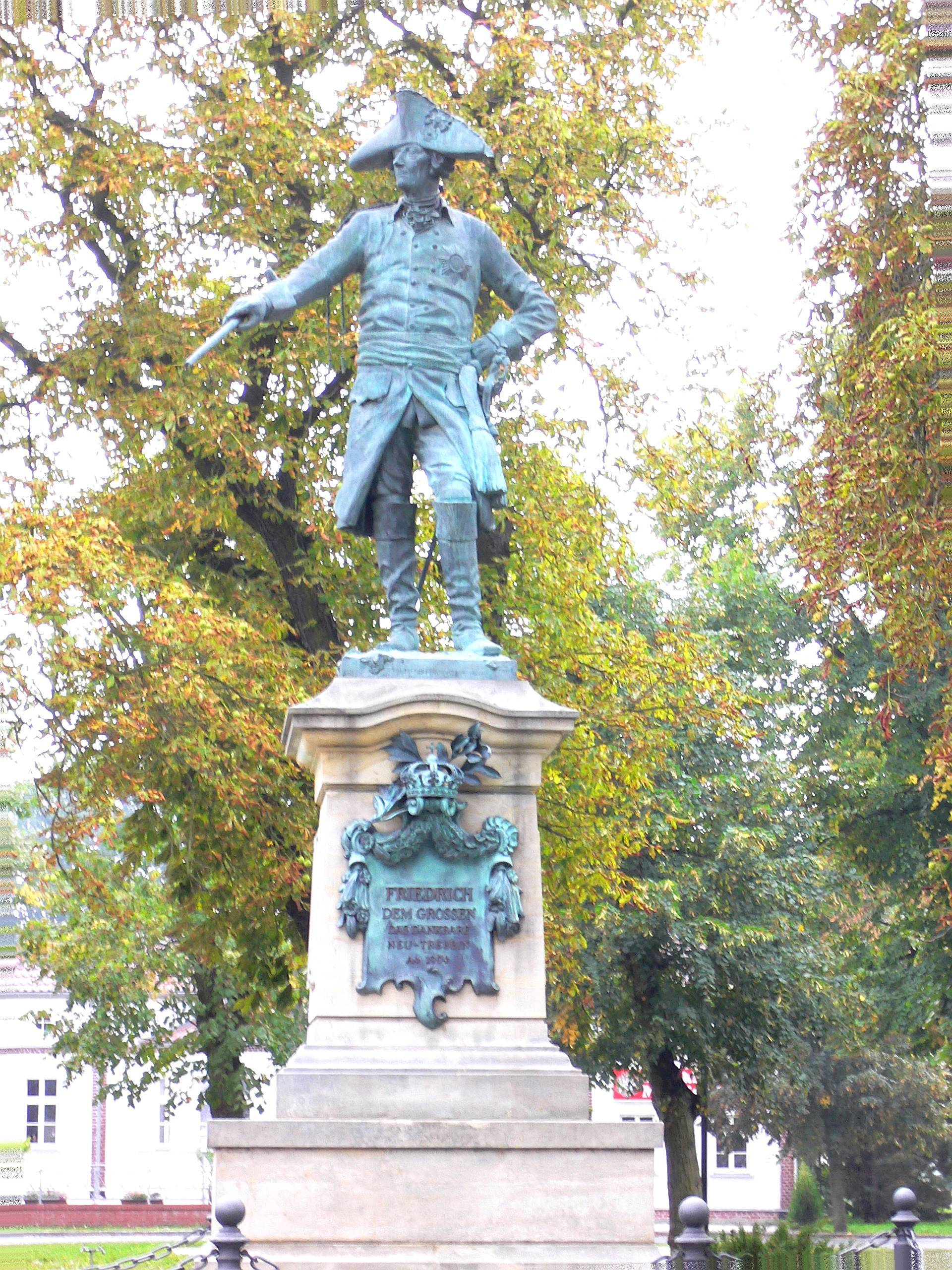
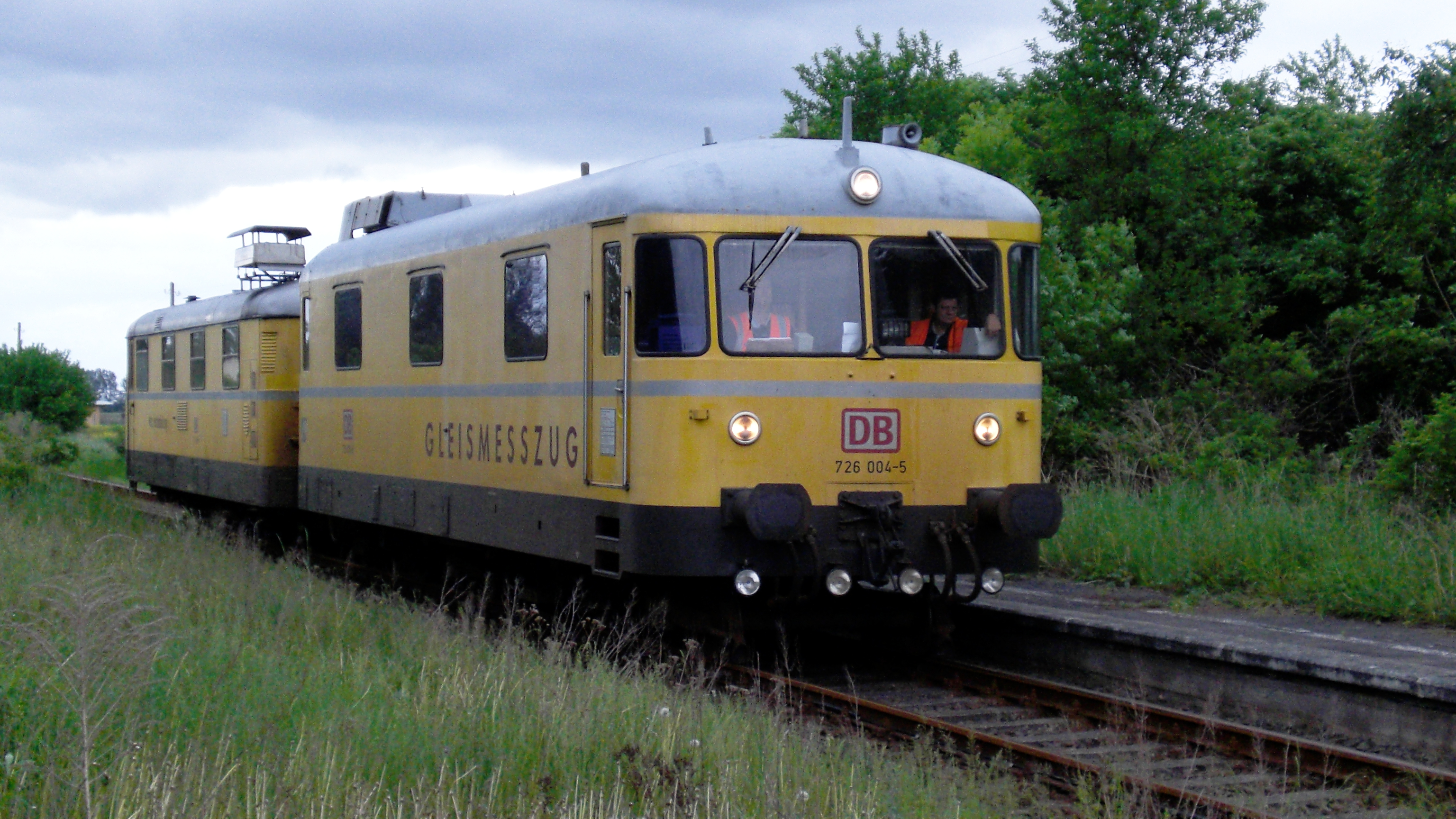